# パーソンスポーツ
パーソンスポーツ（person-sports）＊パーソン（人）とスポーツ（豊かな楽しさ・遊び）の造語。「人には内在する障害（不得手）が必ずある」という考え方から、障害の有無に関わらないダイバーシティ＆インクルージョンの理念をスポーツに応用させた日本独自の新用語である。
パーソン（人）の定義として、自然人(naturliche Person)と法人(juristische Person)に分類され、一般的に人は自然人として解釈される。人の分類から：解剖学的には性別（多様な性「LGBTQIA+」含む）、出生からの経過年数的には年齢、形質的特徴によって区分したものには人種、国籍などに分類されるが、WHOの定義としては、障害者と健常者といった分類はしていない。このことから、障害者は人として特別な分類ではなく、障害（不得手）人に内在するものであり複雑な現象として捉えている。
パーソンスポーツの考え方は、人の存在そのものとして特別な分類としては捉えていない。スポーツの分類から：さまざまな分類の解釈が存在するが、総体的にスポーツを状態や状況としている。パーソンスポーツでは、スポーツを遊び（身体的な遊び・思考的な遊び・エレクトロニック的な遊び）などとして、一般的な身体運動のみに限定せず、活動・行動・生きることそのものをスポーツとして捉えている。
パーソンスポーツとは、すべての人（障害のあるなしに関わらない）を対象に「人の多様性を受容した豊かな遊び方」や「人を区別せず人間の豊かさの本質に向き合うための行動」「個人の特徴を理解すること」など「寛容な精神」の根底にある「総合的な人間力の素」の総称のことである。
- 日本パーソンスポーツ指導士：一人ひとりに内在する差異を理解した指導者（差異の知識を根拠として差別なく受け入れる環境をつくる仕事またはアドバイザー）（一般社団法人JPIA が認定する法人認定資格[1]）
- パーソンズ（PEASON'S）：服飾ブランドメーカー
- パーソン（Wikipedia）パーソン
- スポーツ（Wikipedia）スポーツ
- 人間（Wikipedia）人間
- ヒト（Wikipedia）ヒト
- 性的少数者（Wikipedia）性的少数者
- 障害者（Wikipedia）障害者
- 健常者（Wikipedia）健常者
- WHO（世界保健機関）https://www.who.int/